# Chengzhong (Xining)

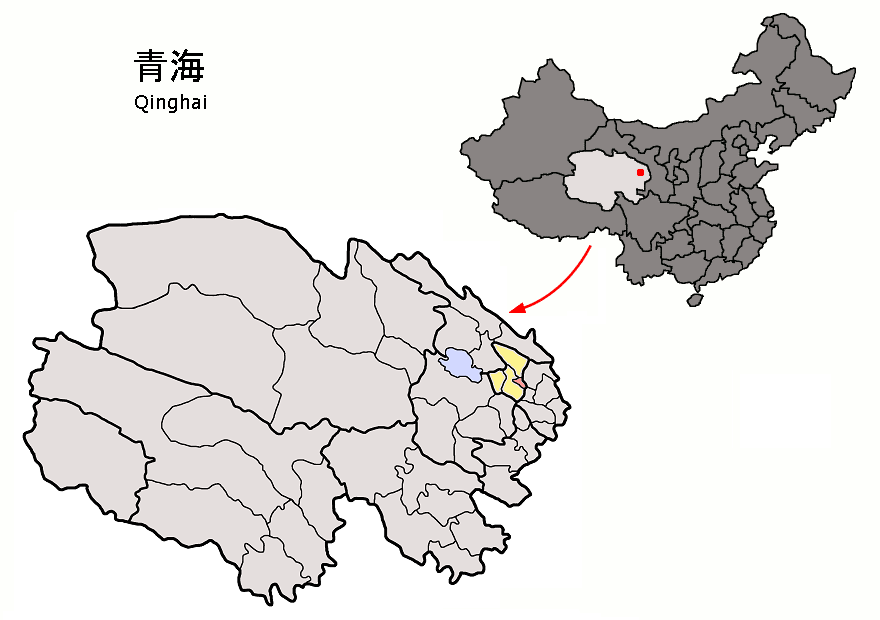
Lage des Gebietes der vier Stadtbezirke (rosa) von Xining in Qinghai

Chengzhong (chinesisch 城中區 / 城中区, Pinyin Chéngzhōng Qū – „Bezirk Stadtmitte“) ist ein Stadtbezirk der bezirksfreien Stadt Xining (tibet. Ziling), der Hauptstadt der chinesischen Provinz Qinghai. Er hat eine Fläche von 156,6 km² und zählt 325.813 Einwohner (Stand: Zensus 2020). Er ist Sitz der Stadtregierung.

## Ethnische Gliederung der Bevölkerung (2000)
Beim Zensus im Jahr 2000 zählt der Stadtbezirk Chengzhong 148.521 Einwohner.
| Ethnie    | Einwohner | Anteil  |
| --------- | --------- | ------- |
| Han       | 132.686   | 89,34 % |
| Hui       | 9.304     | 6,26 %  |
| Tibeter   | 3.188     | 2,15 %  |
| Manju     | 962       | 0,65 %  |
| Tu        | 854       | 0,58 %  |
| Mongolen  | 695       | 0,47 %  |
| Salar     | 404       | 0,27 %  |
| Tujia     | 85        | 0,06 %  |
| Koreaner  | 79        | 0,05 %  |
| Zhuang    | 78        | 0,05 %  |
| Miao      | 36        | 0,02 %  |
| Dongxiang | 19        | 0,01 %  |
| Yi        | 18        | 0,01 %  |
| Xibe      | 12        | 0,01 %  |
| Russen    | 12        | 0,01 %  |
| Sonstige  | 89        | 0,06 %  |